# 貝爾克里克 (密蘇里州)
貝爾克里克（英語：Bearcreek）是位於美國密蘇里州錫達縣的非建制地區。

## 歷史
貝爾克里克的郵局於1847年設立，其後於1957年停運。

## 地理
貝爾克里克所處的海拔為高於海平面322米（即1056英呎），而該地所採用的時區為UTC-6，即北美中部時區（CST）。同時該地設有夏令時間，為UTC-6調快一小時，即UTC-5（CDT）。